# Липины-Гурне-Левки
Липи́ны-Гу́рне-Ле́вки (пол. Lipiny Górne-Lewki) — деревня в Билгорайском повете Люблинского воеводства Польши. Входит в состав гмины Поток-Гурны. Находится примерно в 21 км к юго-западу от центра города Билгорай. По данным переписи 2011 года, в деревне проживало 349 человек.
В 1975—1998 годах деревня входила в состав Замойского воеводства. Население занимается в основном сельским хозяйством.
Через Липины-Гурне-Левки пролегает велосипедная тропа в Заборщижне, где работают оздоровительный центр и центр охраны здоровья животных. Рядом с селом (в 2 км от дороги Липины-Харасюки) находится лесное урочище Сточек с родником, рядом с которым находится часовня с копией иконы Богоматери Лежайской.

## Население
Демографическая структура по состоянию на 31 марта 2011 года:
|         | Всего | До трудоспособного возраста | Трудоспособного возраста | Старше трудоспособного возраста |
| ------- | ----- | --------------------------- | ------------------------ | ------------------------------- |
| Мужчины | 171   | 17                          | 129                      | 25                              |
| Женщины | 178   | 31                          | 99                       | 48                              |
| Всего   | 349   | 48                          | 228                      | 73                              |